# Мексиканская кошениль
Мексиканская кошени́ль (Dactylopius coccus) — вид насекомых рода Dactylopius из семейства Dactylopiidae; обитает исключительно на кактусах рода опунция, при этом получила широкое распространение. Из самок добывается вещество, используемое для получения красного красителя — кармина.
Длина тела самцов составляет 2—4 мм, самок — 10—12 мм. Самки в молодом возрасте присасываются хоботками к листьям растения, чтобы начать сосать сок. После этого они никогда не двигаются с места; оставаясь всю последующую жизнь неподвижными, они питаются соком, оплодотворяются и кладут яйца.

## История
Изначально в красильном деле применялись разные виды кошенили, но в конечном итоге мексиканская кошениль, самая богатая карминовой кислотой (до 95 %), вытеснила все остальные виды.

Известно, что ацтеки с древних времён усердно разводили мексиканскую кошениль на плантациях нопального кактуса. Правитель ацтеков Монтесума брал дань с завоёванных им городов в виде двух тысяч украшенных одеял и 40 мешков мексиканской кошенили. В XVI веке этот краситель был завезён испанцами из Центральной и Южной Америки в Европу, и, как свидетельствуют историки, объём его импорта был настолько высок, что уступал лишь серебру.
В XX веке с развитием производства синтетических красителей разведение мексиканской кошенили резко сокращалось, однако и в 20-е годы XXI века натуральный кармин ещё используется в некоторых отраслях промышленности: пищевой, парфюмерной и других, а также для окраски гистологических препаратов. Краска добывается путём умерщвления самок насекомого в уксусной кислоте, либо от воздействия высокой температуры.
В 2007 году на судебном процессе в Турции глава действующего в Турции Совета мира Фонда Святого Николая Муаммер Карабулут (Muammer Karabulut) заявил, что кармин из мексиканской кошенили добавляют в кока-колу, и именно из-за этого кока-кола имеет коричневатый оттенок, не уточнив, какими исследованиями это было установлено. Позднее на официальном сайте компании был размещён комментарий, опровергающий наличие кармина в составе напитка.

## Использование человеком
Основным красящим веществом кошенили является карминовая кислота. Наибольшее количество карминовой кислоты (до 95 %) содержится в мексиканской и араратской кошенили (Porphyrophora hamelii). Есть предположения, что араратская кошениль применялась для крашения ещё в VII веке до н. э. Польская кошениль (Porphyrophora polonica) помимо карминовой, содержит до 30 % кермесовой кислоты C16H10O8. Этот краситель использовали в Центральной и Северной Европе с VI века н. э. во время военных конфликтов, когда другие источники красных красителей были недоступны.